# ATP Challenger Moncton
Das ATP Challenger Moncton (offizieller Name: Moncton Men’s Challenger) war ein 2008 einmalig stattfindendes Tennisturnier in der kanadischen Provinz New Brunswick. Das Turnier war Teil der ATP Challenger Tour und wurde im Freien auf Hartplatz ausgetragen.

## Liste der Sieger

### Einzel
| Jahr | Sieger         | Finalgegner     | Ergebnis |
| ---- | -------------- | --------------- | -------- |
| 2008 | Xavier Malisse | Danai Udomchoke | 6:4, 6:4 |

### Doppel
| Jahr | Sieger                   | Finalgegner               | Ergebnis          |
| ---- | ------------------------ | ------------------------- | ----------------- |
| 2008 | An Jae-sung Hiroki Kondō | Daniel Chu Adil Shamasdin | 6:2, 2:6, [12:10] |